# Марихуана
 Тази статия е за психоактивния продукт.  За растението вижте Канабис.  
Марихуаната е наркотично психоактивно вещество, получавано чрез изсушаване (и понякога допълнителна обработка) на женските съцветия на някои видове коноп (Cannabis).
Съцветията се състоят от женските цветове, техните околоцветници и прилежащите листа. Тези части на конопеното растение са по-гъсто или по-рядко покрити с жлезисти власинки (трихоми), които отделят капчици смола, състояща се от различни терпени, канабиноиди и други вещества.
Марихуаната обикновено е зелена на цвят, но може да бъде оцветена в различни оттенъци на сиво, кафяво или лилаво в зависимост от сорта, условията на отглеждане, начините на приготвяне и съхранение. Има специфичен мирис, който се определя от съдържащите се в нея терпени и може да се опише като наподобяващ мента, лимонова кора, борова смола и сено.
Употребява се най-често чрез пушене, но може да се консумира сурова или да влиза в състава на различни напитки и ястия, например манагуа. Пушенето обикновено става под формата на самоделно свити цигари или в различни приспособления – лули, бонгове, наргилета.

## Химичен състав
Химичните вещества, отговорни за действието на марихуаната върху психиката, се наричат канабиноиди. От тях най-важен е делта-9-тетрахидроканабинолът (THC), чието съдържание варира от 0,2% до 21% в зависимост от сорта коноп, климата, в който растението е израсло (при по-горещ и сух климат съдържанието на канабиноиди е по-високо), приложените методи за обработка и условията на съхранение. Най-често е в интервала 1 – 10%, но са постигани и резултати с до 32% съдържание на THC от сортовете, наречени „Skunk“. Сред другите канабиноиди, съществен ефект имат канабидиолът (CBD) и канабинолът (CBN). С времето съдържанието на канабиноиди в марихуаната намалява, като процесът се ускорява под действието на светлина, повишена влажност и/или висока температура. Сортовете коноп, в които съдържанието на канабиноиди е под една гранична стойност (обикновено около 0,2%) се оценяват като индустриални и следователно неподходящи за добив на марихуана.

## Биохимично влияние
В организма канабиноидите оказват влиянието си чрез взаимодействие със специфичните канабиноидни рецептори CB1 и CB2, които се откриват в главния и гръбначния мозък, вътрешните органи и имунната система. Марихуаната няма токсично действие върху черния дроб или бъбреците. Метаболитите на канабиноидите се отделят от организма с урината, което позволява употребата на марихуана да се удостовери чрез прости и евтини тестове.

## Действие
Марихуаната усилва текущото настроение, предизвиква лека еуфория и забележимо изостряне на всички сетива, променя себеоценката и усещанията за пространство и време. При високи дози е възможно да се наблюдават слаби халюцинации, предимно при хора, които имат опит с употребата на халюциногени. Наблюдават се по-често слухови, отколкото зрителни халюцинации, възможни при висока доза са леки халюцинации със затворени очи. Според употребяващите „тревата“ има успокояващо действие и им помага да се справят със стреса; позволява възприемането по различен начин на музика и други изкуства.
Марихуаната има значително негативно влияние върху краткосрочната памет, но не и върху дългосрочната такава или върху способността за самоконтрол. Употребяващите твърдят, че тревата засилва въображението им и творческите способности (особено в областта на изкуството), желанието за общуване, способността да откриват нови аспекти у познати неща, вниманието към детайлите и възможностите за намиране на асоциации и взаимовръзки; същевременно пречи на концентрацията, боравенето с числа, ученето, точното чувство за време и фината координация на движенията.
Употребата на марихуана води до намаляване отделянето на слюнка, понижаване на вътреочното налягане (което се проявява като зачервяване на очите) и понижаване нивото на кръвната захар. Последното, съчетано с подсиленото вкусово усещане, води до засилване на апетита, което при редовна употреба може да доведе до натрупване на наднормено тегло, с всички произтичащи от това състояние последствия. Големите дози марихуана леко потискат имунната система, но няма статистически данни това да води до повишена податливост на заболявания. Освен това марихуаната има противовъзпалително и слабо изразено аналгетично действие. Тези свойства определят и основните медицински приложения на марихуаната и легализирането на така наречения медицински канабис (медицинска марихуана) в някои държави.
Според изследвания, публикувани в британското медицинско списание Lancet, марихуаната заема 11-о място по вредност в списъка на вредни наркотични вещества.

## Странични ефекти
При по-високи дози употребата на марихуана може да доведе до състояние на параноя. При неопитните потребители може да се наблюдава тревожност, евентуално прерастваща в пристъп на паническо разстройство, съпроводено от психосоматични явления – сърцебиене, задушаване, гадене, повръщане и колапс. Предполага се, че тези явления до голяма степен са резултат по-скоро на страха от наказание, съществуващ в страните, където употребата на марихуана се преследва от закона.
У хора с проблеми в сърдечно-съдовата система марихуаната може да предизвика аритмия и повишаване или понижаване на кръвното налягане. При мъжете се наблюдава временно понижение на нивото на полови хормони и броя на сперматозоидите, което понякога създава проблеми при оплодителните способности.

## Толерантност, зависимост и абстиненция
Толерансът се повдига с по-голямата доза и по-честата употреба. Тъй като е индивидуално, намаляването на толеранса зависи от много фактори. Средно може да се приеме, че няколко дни след последното приемане ще са достатъчни за значителна разлика.
Някои употребяващи оценяват като особено вреден навика марихуаната да се пуши, което асоциативно води до употреба на тютюн и съответно създаване на зависимост към никотин и излага пушещия на повишен риск от белодробни заболявания.
Обикновено рязкото спиране на употребата на марихуана предизвиква леко безпокойство, безразличие, нарушен сън и други симптоми.

## Проблемна употреба
Употребата на марихуана може да представлява проблем за хора, активно занимаващи се с дейности, зависещи от краткотрайната памет, например ученици и студенти. Поради нарушаването на фината координация на движенията и на усещанията за пространство и време, употребата на марихуана е принципно несъвместима с шофирането и управлението на потенциално опасни машини.
По-значимите проблеми, свързани с употребата на марихуана, произтичат от законовата ѝ забрана в много държави. В тях употребяващите марихуана излагат на риск своето личностно и професионално развитие, собственост и здраве при налагане на наказанието „лишаване от свобода“, „глоба“ или други наказателни и административни санкции.

## Методи на консумация
Марихуаната може да бъде употребявана по различни начини:
- пушене е най-често използваният метод. За целта могат да се използват ръчно свит джойнт (с или без тютюн), лули, бонгове, наргилета и други приспособления.
- изпарител (на английски: vaporizer) – приспособлението нагрява марихуаната до 165 – 190 °C, позволявайки на активното вещество да се отдели в пара, без да изгаря самия продукт.
- чай от канабис – чаят съдържа малки количества THC, защото тетрахидроканабинола е слабо разтворим във вода. Чаят се приготвя, като първо се добавя наситена мазнина (мляко или сметана) към гореща вода, заедно с малки количества канабис.
- храни с канабис – канабисът може да се добави като съставка към широк кръг от храни. Ефектите при орален прием се проявяват по-бавно в сравнение с пушенето, но обикновено са по-продължителни.

## Законово положение

### България
В България марихуаната е посочена в списък № 1 на Закона за контрол върху наркотичните вещества и прекурсорите. В този списък са изброени вещества, които според българския законодател са забранени за употреба в хуманната и ветеринарната медицина. В този списък е и хероина. Придобиването или държането на което и да е било от веществата в този списък се наказва по чл. 354а от Наказателен кодекс с лишаване от свобода от 1 до 6 години и с глоба от 2000 до 10 000 лева. Производството, преработването, придобиването или държането с цел разпространение се наказва с лишаване от свобода от 2 до 8 години и с глоба от 5000 до 20 000 лева. Когато наркотичните вещества са в голямо количество, наказанието е лишаване от свобода от 3 до 12 години и глоба от 10 000 до 50 000 лв. В маловажни случаи по ал. 3 и 4 наказанието е глоба до хиляда лева. Тук обикновено се визират малки количества, необходими за лична употреба, и в зависимост от още няколко фактора, един от които е субективният.
До 2004 г. на теория българските потребители на марихуана са имали право на ненаказуема „лична доза“, но през 2004 г. се криминализират напълно всички количества.

### Нидерландия
Съществуват страни, където притежанието на марихуана в малки количества или дори търговията с нея в малки количества под стриктен контрол на определени за целта места не се преследва, което е довело на практика до декриминализация. Най-свободната в това отношение европейска страна е Нидерландия. Тази политика се води с цел да се намалят рисковете при употреба и да се отдели пазарът на марихуана от този на други психоактивни вещества с по-голям потенциал за вреда.

### САЩ
През декември 2012 г. американските щати Колорадо и Вашингтон официално легализират употребата на марихуана. От януари 2014 г. започват да се отварят магазини за продажбата на марихуана.

### Уругвай
На 10 декември 2013 г. Уругвай става първата страна в света, която легализира отглеждането, използването и продажбата на канабис. Растението може да се продава само на лица над 18-годишна възраст, които биват записвани в национален регистър, за да се следи тяхната употреба. Цените са фиксирани и се определят от държавата, както и качеството и количеството на произвежданата продукция.